# Bou Craa
Bou Craa (Arabisch: بوكراع, Spaans: Bucraa) is een mijndorpje in de Westelijke Sahara, zuidwesten van de stad Al Ajoen. De mijnproductie in Bou Craa is van groot economisch belang in de Westelijke Sahara en fosfaat vormt de grootste export in de regio. Het dorpje wordt exclusief bewoond door werknemers van Phosboucraa, een Marokkaans fosfaatbedrijf.

## Geschiedenis
In 1963 werd te Bou Craa fosfaat ontdekt met een aangetoonde 1,7 miljard ton reserve. De mijn werd door een Spaanse staatsonderneming in exploitatie genomen en in 1972 voor het eerst verscheept. Het dorp kwam onder Marokkaans gezag in april 1976 ten gevolge van de Madridakkoorden. Het bleef in Marokkaanse handen, alhoewel de productie in 1976 werd onderbroken door guerrilla-aanvallen van Polisario. Tijdens de oorlog in de Westelijke Sahara heeft de Polisario dit transportsysteem verschillende keren gesaboteerd en uitgeschakeld. Deze aanvallen stopten geleidelijk aan het begin van de jaren 80 toen het dorp omsloten werd door de Marokkaanse muur. In juli 1982 werd de mijnbouw op kleinere schaal hervat.
De mijn produceert jaarlijks ongeveer 3 miljoen ton, wat zo'n 10% van de totale productie van Marokko vertegenwoordigt. De fosfaten worden naar de kust getransporteerd door een geautomatiseerde lopende band, de langste van zo'n band ter wereld, zichtbaar vanuit de ruimte.